# Chatsworth (Derbyshire)
Chatsworth è una parrocchia civile della contea del Derbyshire, in Inghilterra.
Il villaggio, all'interno del Parco nazionale del Peak District, ha una popolazione molto limitata, concentrata intorno alla monumentale Chatsworth House. La gran parte di Chatsworth fa parte della tenuta omonima, proprietà del Duca di Devonshire, in cui sono compresi i villaggi di Beeley, Pilsley ed Edensor.
Nelle collezioni del Duca di Devonshire e Chatsworth nel Chatsworth Settlement Trustee si trovano importanti opere d'arte, tra cui due tra le migliori copie di incisioni di Andrea Mantegna della Zuffa di dei marini e del Baccanale con Sileno.